# Pogoń Barlinek
Pogoń Barlinek – polski klub piłkarski z siedzibą w Barlinku, założony 5 maja 1946. Występował przez 19 sezonów w ówczesnej III lidze (trzeci szczebel ligowy). W latach 2010–2013 występował w nowej III lidze (czwarty poziom ligowy). W sezonie 2024/25 występuje w klasie okręgowej, grupa zachodniopomorska IV. Domowe mecze rozgrywa na Stadionie Miejskim w Barlinku im. Bronisława Bagińskiego.

## Historia klubu
Chronologia nazw:

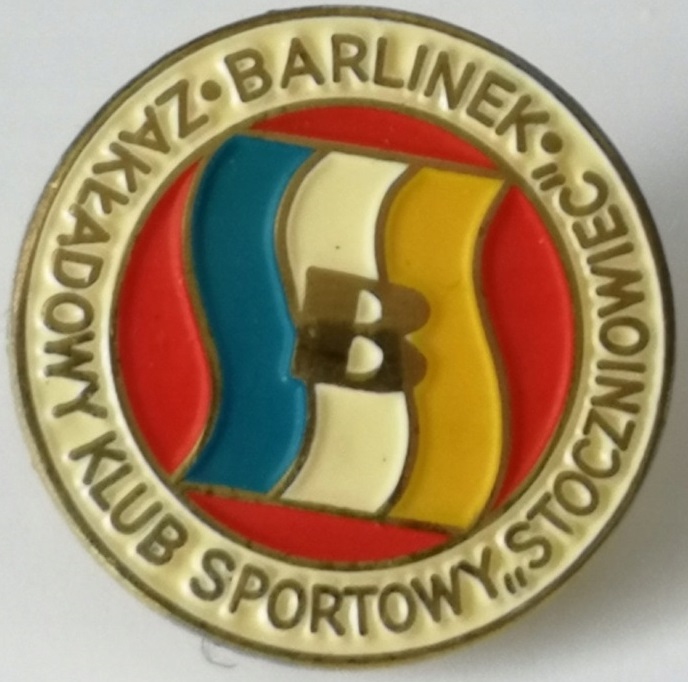
Odznaka ZKS "Stoczniowiec" Barlinek.

- 5 maja 1946 – RKS (Robotniczy Klub Sportowy) Pogoń Barlinek
- 1949 – ZS (Zrzeszenie Sportowe) Stal Barlinek
- KS (Koło Sportowe) Spójnia Barlinek
- Sparta Barlinek
- styczeń 1957 – MKS (Miejski Klub Sportowy) Pogoń Pomorska Barlinek
- ZKS (Zakładowy Klub Sportowy) Stoczniowiec Barlinek
- 11 grudnia 1991 – MKS Pogoń Barlinek
- 2015 – CRS (Centrum Rozwoju Sportu) Barlinek
- 2020 – CRS Pogoń Barlinek

## Sukcesy
- 3. miejsce w III lidze – 1976/77 i 1990/91
- Udział w barażach o II ligę – 1959
- III runda Pucharu Polski – 1979/80
- Puchar Polski OZPN Gorzów Wlkp. – 1978/79, 1980/81, 1981/82, 1982/83, 1990/91
- Półfinał Pucharu Polski ZZPN – 2019/20

## Sezon po sezonie
| Sezon   | Liga                                      | Pozycja | Punkty | Bramki | Uwagi                                   |
| ------- | ----------------------------------------- | ------- | ------ | ------ | --------------------------------------- |
| 1997/98 | IV liga (Gorzów Wlkp.)                    | 4       | 42     | 62:39  |                                         |
| 1998/99 | IV liga (Koszalin-Szczecin)               | 3       | 56     | 57:49  |                                         |
| 1999/00 | IV liga (Koszalin-Szczecin)               | 6       | 50     | 64:67  |                                         |
| 2000/01 | IV liga (zachodniopomorska)               | 13      | 48     | 63:59  |                                         |
| 2001/02 | IV liga (zachodniopomorska)               | 7       | 64     | 57:37  |                                         |
| 2002/03 | IV liga (zachodniopomorska)               | 12      | 46     | 52:49  |                                         |
| 2003/04 | IV liga (zachodniopomorska)               | 5       | 59     | 57:46  |                                         |
| 2004/05 | IV liga (zachodniopomorska)               | 3       | 55     | 65:42  |                                         |
| 2005/06 | IV liga (zachodniopomorska)               | 3       | 64     | 66:35  |                                         |
| 2006/07 | IV liga (zachodniopomorska)               | 6       | 56     | 76:57  |                                         |
| 2007/08 | IV liga (zachodniopomorska)               | 8       | 49     | 49:43  | spadek                                  |
| 2008/09 | IV liga (zachodniopomorska)               | 6       | 46     | 41:35  |                                         |
| 2009/10 | IV liga (zachodniopomorska)               | 1       | 76     | 82:19  | awans                                   |
| 2010/11 | III liga (pomorsko-zachodniopomorska)     | 6       | 45     | 34:33  |                                         |
| 2011/12 | III liga (pomorsko-zachodniopomorska)     | 6       | 44     | 44:38  |                                         |
| 2012/13 | III liga (pomorsko-zachodniopomorska)     | 7       | 43     | 41:41  | Drużyna wycofana z rozgrywek po sezonie |
| 2013/14 | Liga okręgowa (gr. Szczecin)              | 16      | 21     | 26:71  | Drużyna wycofana po rundzie jesiennej   |
| 2014/15 | –                                         | –       | –      | –      | Zawieszenie działalności                |
| 2015/16 | Klasa A (gr. Szczecin V)                  | 1       | 60     | 91:18  | awans                                   |
| 2016/17 | Klasa okręgowa (gr. Szczecin południe)    | 7       | 43     | 59:48  |                                         |
| 2017/18 | Klasa okręgowa (Szczecin południe)        | 12      | 33     | 52:59  |                                         |
| 2018/19 | Klasa A (gr. Szczecin południe)           | 10      | 43     | 70:48  |                                         |
| 2019/20 | Klasa A (gr. Szczecin VI)                 | 1       | 34     | 66:10  | awans                                   |
| 2020/21 | Klasa okręgowa (gr. zachodniopomorska II) | 4       | 59     | 72:40  |                                         |
| 2021/22 | Klasa okręgowa (gr. zachodniopomorska II) | 6       | 42     | 46:53  |                                         |
| 2022/23 | Klasa okręgowa (gr. zachodniopomorska IV) | 3       | 62     | 85:25  |                                         |
| 2023/24 | Klasa okręgowa (gr. zachodniopomorska IV) | 3       | 73     | 112:27 |                                         |
| 2024/25 | Klasa okręgowa (gr. zachodniopomorska IV) | 2       | 70     | 81:23  | przegrane baraże o awans do IV ligi     |

| Oznaczenie kolorami   |
| --------------------- |
| trzeci poziom ligowy  |
| czwarty poziom ligowy |
| piąty poziom ligowy   |
| szósty poziom ligowy  |
| siódmy poziom ligowy  |
| ósmy poziom ligowy    |

## Piłkarze

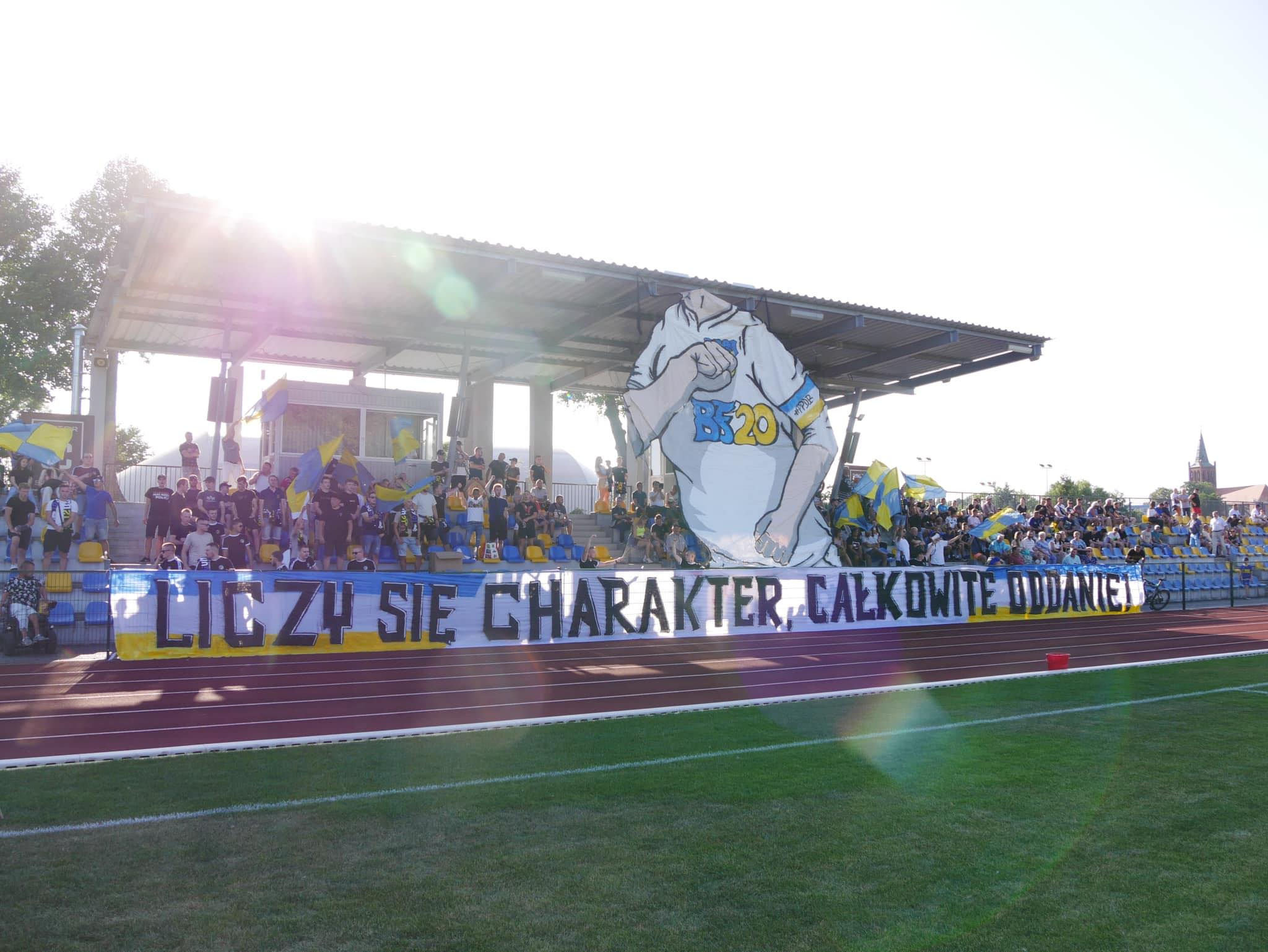
Trybuny stadionu podczas meczu Pogoń - Unia Dolice w 2021 roku.

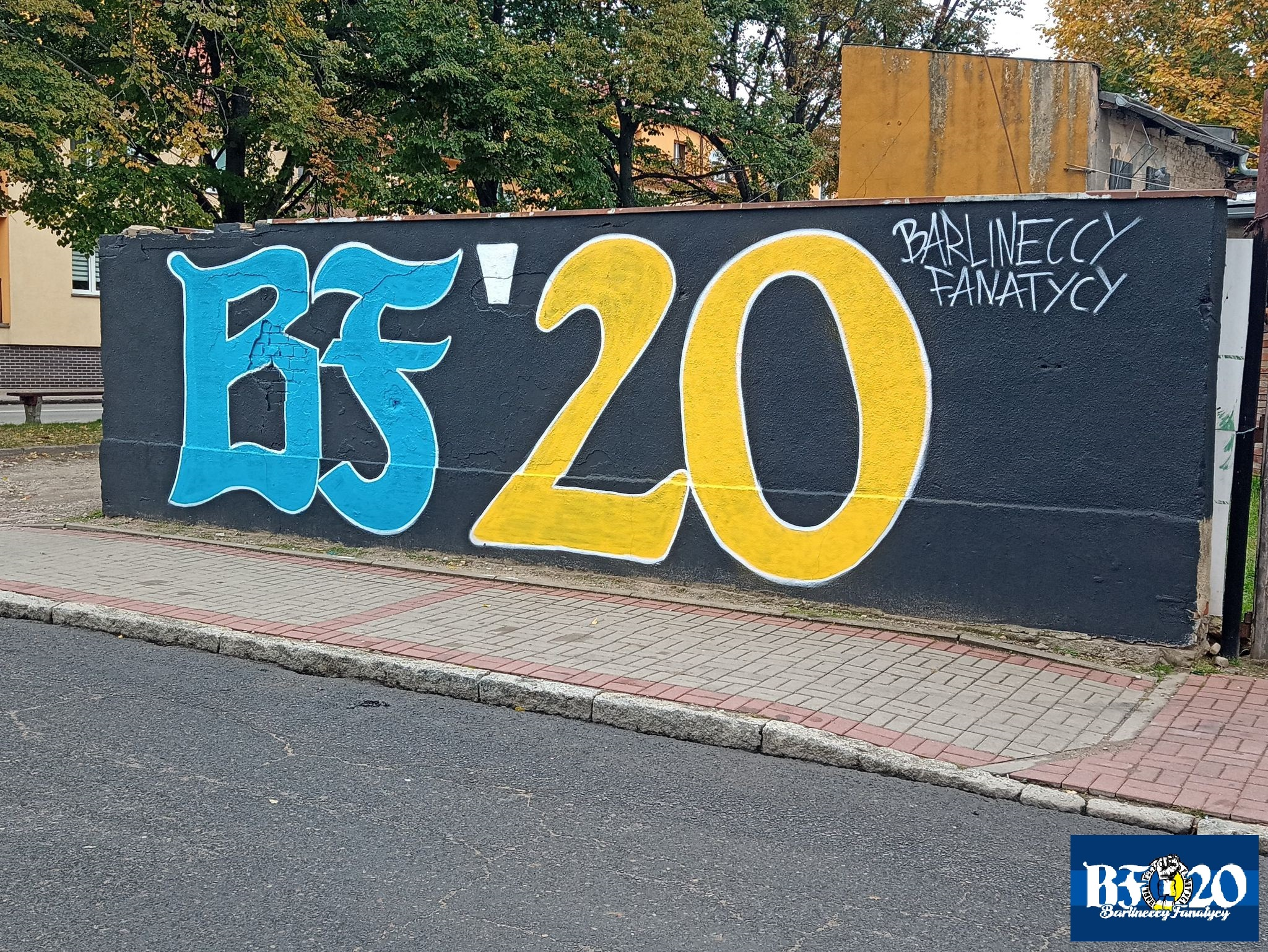
Kibicowski mural.

Wychowankowie, mający na koncie występy w ekstraklasie:
- Marcin Kikut – piłkarz Lecha Poznań, zdobywca Mistrzostwa Polski, Pucharu Polski oraz Superpucharu Polski, reprezentant Polski (2A)[19],
- Tomasz Michałowicz – piłkarz Pogoni Szczecin[20].

Inni piłkarze, mający na koncie występy w ekstraklasie: 
- Zenon Burzawa – piłkarz Sokoła Pniewy oraz Stilonu Gorzów, król strzelców polskiej Ekstraklasy[21],
- Maciej Malinowski – piłkarz Lecha Poznań, Dyskobolii Grodzisk Wlkp. oraz Stilonu Gorzów[22],
- Moses Molongo – piłkarz Zagłębia Lubin[23],
- Jacek Przybylski – piłkarz Lecha Poznań, zdobywca Mistrzostwa Polski[24],
- Wiesław Stańko – piłkarz Zagłębia Lubin i Górnika Wałbrzych[25],
- Radosław Kamiński – piłkarz (wychowanek) Dyskobolii Grodzisk Wielkopolski oraz Czarnych Żagań i Polonii Słubice.